# Shandong Energy Group
Shandong Energy Group Company Limited или SDE («Шаньдун Энерджи Груп») — китайская государственная энергетическая корпорация, второй по величине производитель угля в стране (после CHN Energy), а также крупная железнодорожная, судоходная, углехимическая и электрогенерирующая компания. Входит в число крупнейших компаний Китая и мира.

## История
Shandong Energy Group была основана в марте 2011 года путем слияния шести угледобывающих компаний провинции Шаньдун.
В октябре 2018 года на угольной шахте дочерней компании Longkou Mining Group в уезде Юньчэн (городской округ Хэцзэ) произошла масштабная авария, в результате которой под завалами погибли более 20 шахтёров. По итогам 2019 года Shandong Energy Group добыла более 100 млн тонн угля, а конкурирующая Yankuang Group — 166 млн тонн угля.
Летом 2020 года власти провинции присоединили к Shandong Energy Group вторую по величине угольную компанию Шаньдуна Yankuang Group (Цзинин). На момент слияния общие производственные мощности компаний составляли более 260 млн тонн угля в год (около 7 % от общего объема добычи угля в Китае), а в 2021 году превысили 280 млн тонн. 
В 2023 году Shandong Energy Group заняла 72-е место в рейтинге Fortune Global 500 и 22-е место в списке 500 крупнейших компаний Китая; общие активы SDE превысили 1 трлн юаней, операционная выручка составила 852 млрд юаней, добыча угля — 340 млн тонн, производство химической продукции — 16 млн тонн, установленная мощность электрогенерации — 16 ГВт.

## Деятельность
Конгломерат Shandong Energy Group работает в шести основных секторах: добыча и переработка угля; химическая промышленность; электрическая генерация; «зелёная» энергетика и новые материалы; промышленное оборудование; логистика и торговля. 
Угольные шахты Shandong Energy Group расположены в Шаньдуне (включая подводную шахту в заливе Бохайвань), Шэньси, Внутренней Монголии и Синьцзяне, а также в Австралии; тепловые электростанции — в Шаньдуне, Внутренней Монголии, Шэньси и Ганьсу; химические предприятия — в Шаньдуне, Внутренней Монголии, Шэньси и Синьцзяне. 
В состав Shandong Energy Group входят листинговые компании Yankuang Energy Group и Yancoal Australia.

## Структура
Добыча угля и горючего сланца
- Yankuang Energy Group (Цзоучэн)[12]
- Xinwen Mining Group (Синьтай)[13]
- Feicheng Mining Group (Фэйчэн)[14]
- Zaozhuang Mining Group (Цзаочжуан)[15]
- Zibo Mining Group (Цзыбо)[16]
- Linyi Mining Group (Линьи)[17]
- Longkou Mining Group (Лункоу)[18]

Химическая промышленность
- Химический завод Yankuang Lunan Chemical (Тэнчжоу)[19]
- Химический завод Inner Mongolia Rongxin Chemicals (Ордос)
- Комбинат газификации кокса (Цзинин)
- Завод сжижения угля (Юйлинь)
- Синьцзянский углехимический комбинат

Новые материалы
- Shandong Fiberglass Group (Линьи)[20]

Энергетика
- ТЭС Luxi Power Station
- ТЭС Shenglu Power Station
- ТЭС Hongdunjie Power Station
- ТЭС Lingtai Power Station
- Морская ВЭС Middle Bohai Sea

Машиностроение и металлообработка
- Yankuang Donghua Heavy Industry (Цзоучэн)
- Yankuang Light Alloy (Цзоучэн)[21]

Торговля и логистика
- Shandong International Commodity Exchange
- Hainan International Energy Exchange
- Shandong Electronic Port
- Qilu Cloud Business